# Richard Gastin Lado
Richard Gastin Lado (arab. ريشارد جاستن لادو, ur. 5 października 1979 w Chartumie) – południowosudański piłkarz grający na pozycji defensywnego pomocnika.

## Kariera klubowa
Piłkarską karierę Gastin Lado rozpoczął w klubie Al-Hilal Omdurman. Swój pierwszy sukces osiągnął z nim w 1999 roku, gdy wywalczył swoje pierwsze mistrzostwo Sudanu. Natomiast rok później zdobył pierwszy w karierze Puchar Sudanu. Z kolei w 2003 roku po raz drugi został mistrzem kraju, ale latem wyjechał do Egiptu i przez jeden sezon występował w drużynie Ismaily SC. W 2004 roku wrócił do Al-Hilal i wtedy też wywalczył duble, czyli mistrzostwo i puchar kraju.
W 2005 roku Gastin Lado przeszedł do zespołu Dibba Al-Hisn SC ze Zjednoczonych Emiratów Arabskich. W 2006 roku wrócił do Al-Hilal Omdurman. W tym samym roku, a także rok później wywalczył z nim mistrzostwo Sudanu. W 2008 roku wyjechał do Omanu, by grać w tamtejszym Muscat Club. W 2009 roku po raz kolejny trafił jednak do Al-Hilal, z którym ponownie wywalczył dublet. W 2010 roku odszedł do drużyny Khartoum 3.

## Kariera reprezentacyjna
W reprezentacji Sudanu Gastin Lado zadebiutował w 2000 roku. W 2008 roku został powołany przez selekcjonera Mohameda Abdallaha do kadry na Puchar Narodów Afryki 2008. W 2012 roku zadebiutował w reprezentacji Sudanu Południowego.